# Мемориальная церковь кайзера Вильгельма
Мемориальная церковь кайзера Вильгельма (нем. Kaiser-Wilhelm-Gedächtniskirche или кратко Gedächtniskirche — Геде́хтнискирхе, среди жителей Берлина получил неофициальное название «Полый зуб» (Hohler Zahn)) — протестантская церковь в Берлине на площади Брайтшайдплац, где начинается улица Курфюрстендамм.

## Описание
Мемориальная церковь была сооружена по проекту архитектора Франца Швехтена в 1891—1895 годах в честь первого германского кайзера Вильгельма I по поручению его внука, последнего кайзера Германии Вильгельма II. Долгое время она была самой высокой церковью Берлина (её высота составляла 113 м). В середине XX века церкви суждено было стать мемориалом разрушения и созидания. 23 ноября 1943 года в церкви прошла проповедь на тему «Всё проходит!», а спустя несколько часов храм был разрушен в результате бомбового налёта союзников.
Когда после войны возник план построить на месте разрушенной церкви новое здание, только одна из многочисленных берлинских газет получила более 47 тысяч гневных писем протеста. Сопротивление возымело успех. Руины когда-то 68-метровой башни были сохранены на специально сконструированной платформе. Вокруг руин архитектор Эгон Айерман создал новые детали здания. Церковь стала одной из примет послевоенного Берлина. Каждый час с высоты «полого зуба», как берлинцы называют башню старой церкви, звучит колокольный звон.
Туристы прозвали восстановленную и обновлённую Гедехтнискирхе «Синей церковью» из-за светящихся синим светом стёкол церкви. Секрет свечения кроется в архитектуре: источники света между двумя стенами, находящимися на расстоянии 2,70 м друг от друга, освещают стёкла, вставленные в бесчисленные бетонные «соты», окрашивая стёкла в таинственный синий цвет.
Над алтарём церкви парит фигура вознёсшегося Христа, созданная Карлом Хемметером, высотой в 4,60 м и весом почти 6 центнеров, выполненная из сплава меди и цинка. В мемориальной церкви кайзера Вильгельма хранится «Сталинградская мадонна».

## Галерея

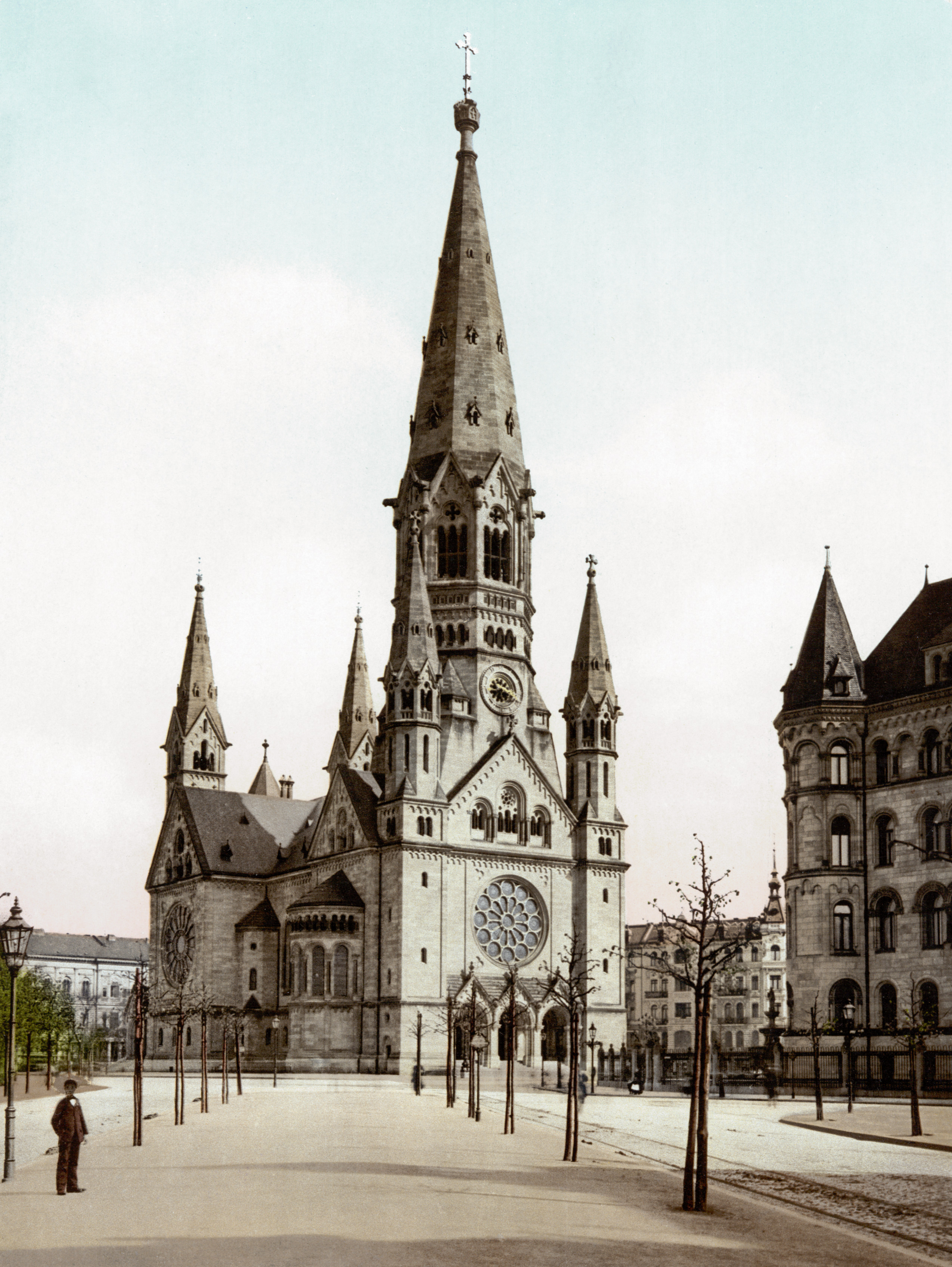
Старая церковь около 1900 года
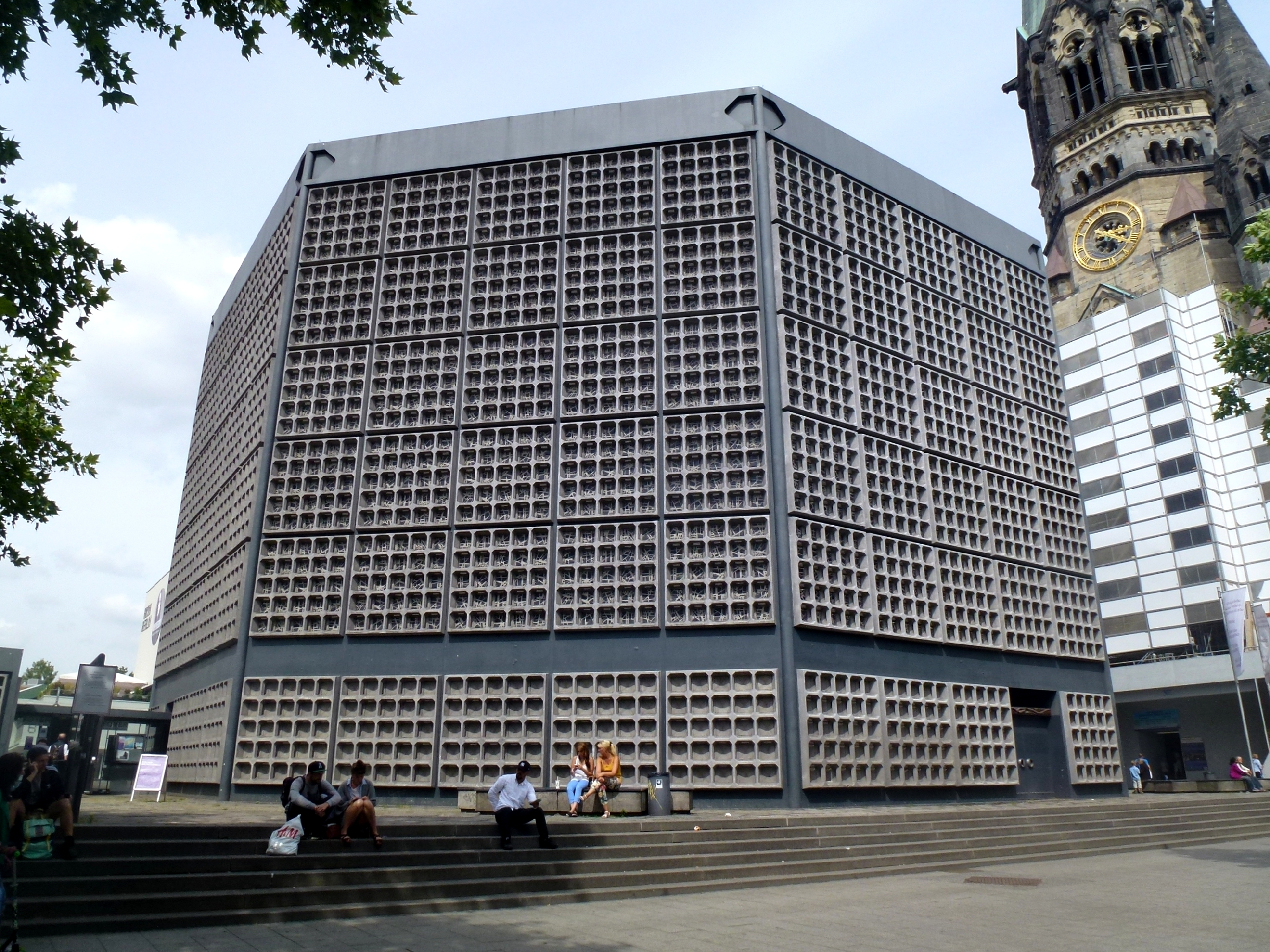
Экстерьер новой церкви
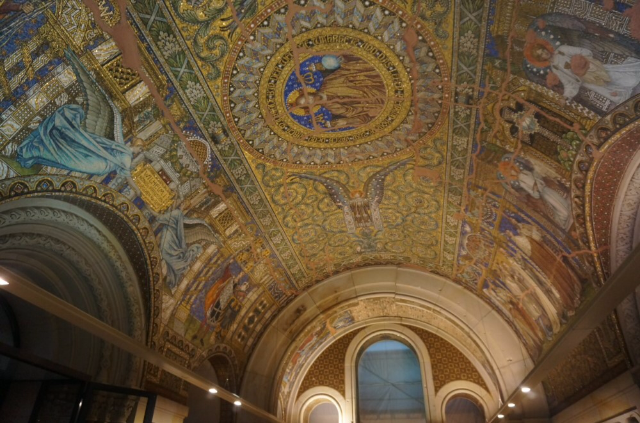
Мозаика в Мемориальной церкви кайзера Вильгельма
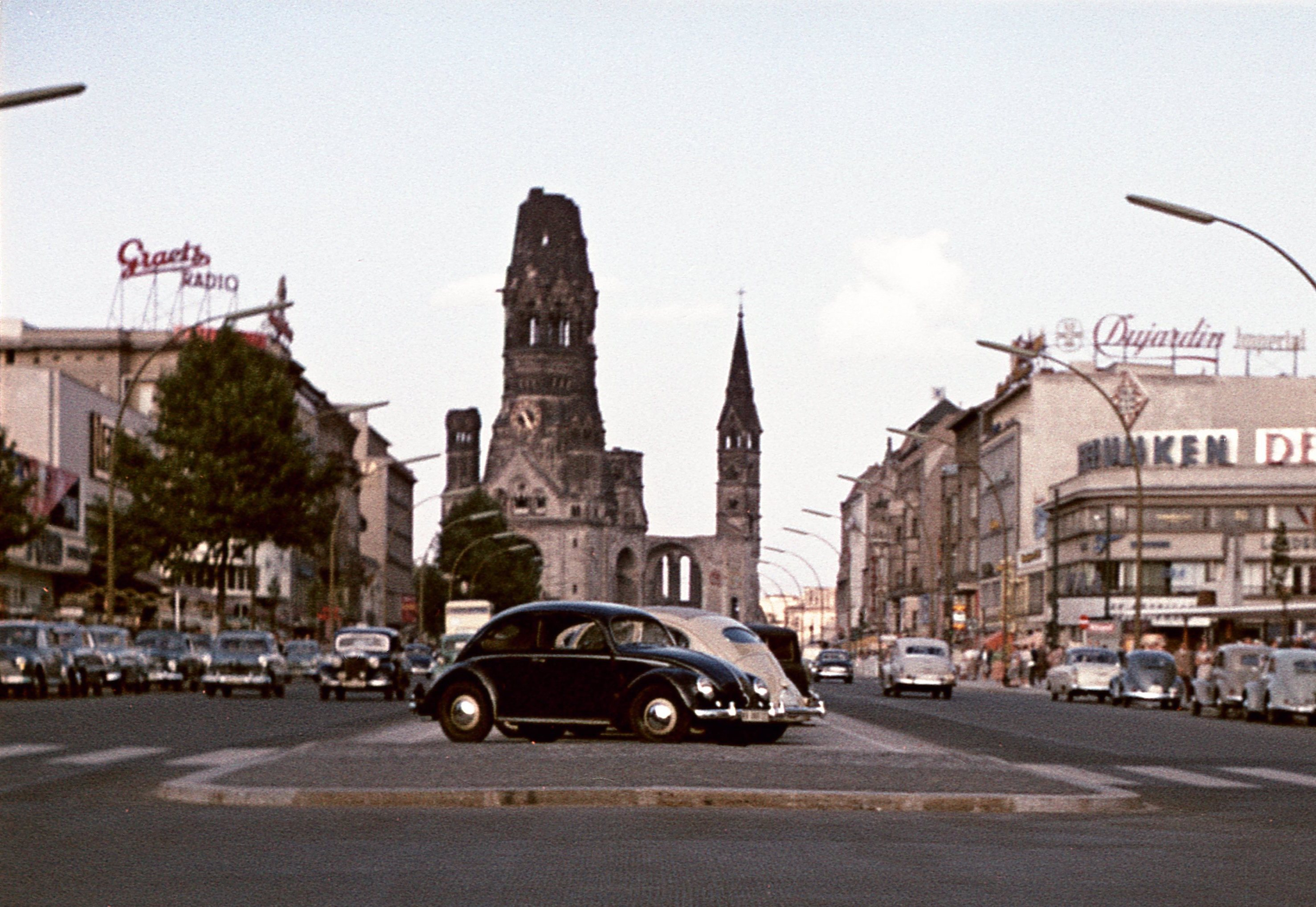
Гедехтнискирхе в 1950-х годах